# Поетизм
Поетизм — чеськ. (Poetismus) — чеська модерністська течія 1920-1930-их років, що увібрала в себе естетичний досвід сюрреалізму та футуризму, проте більшою мірою, ніж європейський авангард, була орієнтована на широкий читацький загал.

## Особливості
Пошук нових засобів поетичного самовираження поєднувався у поетистів з настановою на передачу «радості життя».
Для поетизму характерні посилений ліризм, емоційна безпосередність, асоціації та нові віршові структури.

## Представники
- В. Незвал
- Ф. Галас
- Я. Сейферт